# Larisa Korotkevič
Larisa Korotkevič (in russo Лариса Короткевич?; Vicebsk, 3 gennaio 1967) è un'ex discobola russa, fino al 1991 sovietica.
Il suo primato personale è 71,30 metri, ottenuto nel maggio 1992 a Soči. Nel 1993 ha stabilito la miglior prestazione mondiale stagionale.

## Palmarès
| Anno | Manifestazione   | Sede       | Evento           | Risultato | Misura  | Note |
| ---- | ---------------- | ---------- | ---------------- | --------- | ------- | ---- |
| 1985 | Europei juniores | Cottbus    | Lancio del disco | Bronzo    | 56,62 m |      |
| 1987 | Mondiali         | Roma       | Lancio del disco | 10ª       | 60,74 m |      |
| 1992 | Olimpiadi        | Barcellona | Lancio del disco | 4ª        | 65,52 m |      |
| 1993 | Mondiali         | Stoccarda  | Lancio del disco | 14ª       | 61,12 m |      |
| 1997 | Mondiali         | Atene      | Lancio del disco | 4ª        | 63,02 m |      |
| 1999 | Mondiali         | Siviglia   | Lancio del disco | 15ª       | 60,06 m |      |
| 2000 | Olimpiadi        | Sydney     | Lancio del disco | 20ª       | 58,81 m |      |

## Altre competizioni internazionali
1993
- Coppa Europa di atletica leggera ( Roma)